# Список Героев Советского Союза (Иркутская область)
Список Героев Советского Союза Иркутской области — перечень жителей Иркутской области, награжденных высшей степени отличия Советского Союза. В период с 1934 по 1991 годы награждены 69 уроженцев области и 68 человек, родившихся за её пределами, но тесно с нею связанных — всего 137 человек.
В книге «Золотые Звезды иркутян» собрана информация о 70 героях — уроженцах области и 47 героях, призванных в военкоматы на территории области.

## Список
1. Абрамов, Константин Кирикович
2. Аверченко, Василий Иванович
3. Алексеев, Владимир Николаевич
4. Амвросов, Иван Прокопьевич
5. Андреев, Алексей Дмитриевич
6. Андреев, Анатолий Михайлович
7. Андреев, Михаил Александрович
8. Андреев, Николай Трофимович
9. Антипин, Иван Николаевич
10. Антонов, Яков Андреевич
11. Асеев, Григорий Сафронович
12. Ахаев, Филипп Петрович
13. Бадюк, Михаил Михайлович
14. Баламуткин, Григорий Васильевич
15. Балдынов, Илья Васильевич
16. Барков, Михаил Иванович
17. Безбоков, Владимир Михайлович
18. Белобородов, Афанасий Павлантьевич
19. Беломестных, Владимир Корнилович
20. Беневоленский, Алексей Павлович
21. Береснев, Григорий Ефимович
22. Бескин, Израиль Соломонович
23. Богданов, Анатолий Сергеевич
24. Богданов, Пётр Дмитриевич
25. Богашев, Александр Иннокентьевич
26. Болодурин, Иван Петрович
27. Борсоев, Владимир Бузинаевич
28. Бочкарёв, Пётр Васильевич
29. Брюханов, Степан Степанович
30. Быков, Егор Иванович
31. Быковский, Виктор Иванович
32. Валентеев, Степан Елисеевич
33. Васильев, Михаил Павлович
34. Вилков, Николай Александрович
35. Волынов, Борис Валентинович
36. Гореликов, Иван Павлович
37. Гофман, Генрих Борисович
38. Давыдов, Владимир Ильич
39. Долгополов, Василий Иванович
40. Доронин, Иван Васильевич
41. Дубынин, Николай Михайлович
42. Дураков, Валентин Фёдорович
43. Евсевьев, Иван Иванович
44. Евстигнеев, Александр Дмитриевич
45. Егоров, Павел Васильевич
46. Егоров, Пётр Дмитриевич
47. Елдышев, Анатолий Петрович
48. Жилкин, Дмитрий Васильевич
49. Жуков, Василий Фролович
50. Иванов, Николай Андреевич
51. Иванов, Роман Гаврилович
52. Капустин, Михаил Денисович
53. Карпов, Стефан Архипович
54. Каторжный, Иван Павлович
55. Кириллов, Николай Михайлович
56. Клименко, Сергей Васильевич
57. Князькин, Николай Григорьевич
58. Колодяжный, Пётр Семёнович
59. Коньшаков, Андрей Степанович
60. Космодемьянская, Зоя Анатольевна
61. Космодемьянский, Александр Анатольевич
62. Кочнев, Владимир Георгиевич
63. Кублицкий, Алексей Александрович
64. Кузаков, Степан Алексеевич
65. Кулаков, Пётр Афанасьевич
66. Курзенков, Александр Георгиевич
67. Лызин, Василий Петрович
68. Лытин, Дмитрий Константинович
69. Лященко, Николай Григорьевич
70. Мархеев, Михаил Фёдорович
71. Машков, Роман Спиридонович
72. Миронов, Алексей Николаевич
73. Могильчак, Иван Лазаревич
74. Мурашев, Алексей Андрианович
75. Мясников, Иван Степанович
76. Наумов, Кондратий Иванович
77. Парадович, Александр Иосифович
78. Парахин, Ефим Данилович
79. Пахотищев, Николай Дмитриевич
80. Пепеляев, Евгений Георгиевич
81. Перов, Дмитрий Михайлович
82. Пестерев, Алексей Иванович
83. Петин, Максим Фролович
84. Пискунов, Борис Андреевич
85. Погодаев, Степан Борисович
86. Подымахин, Матвей Прокопьевич
87. Полещук, Александр Фёдорович
88. Попов, Василий Андреевич
89. Провалов, Константин Иванович
90. Протасюк, Василий Васильевич
91. Пуляевский, Константин Афанасьевич
92. Романенков, Николай Титович
93. Романец, Степан Васильевич
94. Рубленко, Иван Александрович
95. Рудых, Александр Витальевич
96. Сбитнев, Андрей Александрович
97. Сгибнев, Григорий Иванович
98. Сигаев, Николай Емельянович
99. Сидоренко, Александр Филиппович
100. Скрытников, Константин Александрович
101. Скушников, Георгий Арсентьевич
102. Слепнёв, Маврикий Трофимович
103. Смирнов, Александр Фёдорович
104. Соколов, Михаил Васильевич
105. Сорокин, Андрей Алексеевич
106. Стрельцов, Виктор Николаевич
107. Сударев, Аркадий Викторович
108. Сычёв, Иван Иванович
109. Тагильцев, Владимир Михайлович
110. Терещенко, Спиридон Васильевич
111. Тихонов, Павел Иванович
112. Тонконог, Иван Власович
113. Тулаев, Жамбыл Ешеевич
114. Тюрнев, Пётр Фёдорович
115. Тюрюмин, Александр Михайлович
116. Уватов, Алексей Никитович
117. Увачан, Иннокентий Петрович
118. Ухо, Илья Игнатьевич
119. Хантаев, Василий Харинаевич
120. Харчистов, Виктор Владимирович
121. Хейфец, Семён Ильич
122. Цивчинский, Виктор Гаврилович
123. Цисельский, Михаил Петрович
124. Цуканова, Мария Никитична
125. Челноков, Николай Васильевич
126. Черепанов, Корнилий Георгиевич
127. Черных, Николай Иннокентьевич
128. Черняев, Виктор Васильевич
129. Чижов, Василий Пахомович
130. Чумаков, Андрей Петрович
131. Шалимов, Алексей Алексеевич
132. Шаманский, Анатолий Фёдорович
133. Шаповалов, Иван Егорович
134. Шевелёв, Антон Антонович
135. Шерстянников, Андрей Николаевич
136. Шмельков, Николай Иванович
137. Шульц, Михаил Михайлович
138. Яницкий, Василий Иванович